# Гелена Даллі
Гелена Даллі (мальт. Helena Dalli), до шлюбу Абела (мальт. Abela; нар. 29 вересня 1962) — мальтійська політична діячка, лейбористка, феміністка, викладачка університету. Єврокомісарка з питань рівності з 1 грудня 2019.

## Життєпис
У Ноттінгемському університеті здобула ступінь доктора філософії (=кандидата наук) з політичної соціології. Читає лекції з економічної та політичної соціології, державної політики та соціології права у Мальтійському університеті.
1996 року обрана депутаткою парламенту Мальти та призначена Парламентським секретарем з питань прав жінок в апараті прем'єр-міністра. Переобиралася до парламенту на п'ятьох наступних виборах поспіль, що зробило її другою за тривалістю депутатського стажу жінкою Мальти після Агати Барбари.
Під час свого дворічного перебування на посаді подала на розгляд «законопроєкт про догляд за дітьми», що передбачав урегулювання послуг догляду за дітьми як у державному, так і в приватному секторі, та опікувалася розробкою «законопроєкту про гендерну рівність» за сприяння Програми розвитку ООН. Також започаткувала першу білу книгу Мальти з домашнього насильства.
24 липня 2019 р. прем'єр-міністр Мальти Джозеф Мускат висунув кандидатуру Гелени Даллі на членство до майбутньої єврокомісії, що зробило її першою жінкою-кандидаткою на посаду єврокомісара від Мальти. З цього приводу Даллі негайно подала у відставку з посади міністра європейських справ і рівності. Як представниця Мальти в Єврокомісії вона замінить Кармену Велья.
Одружена, має двох синів: Люка і Жана-Марка.